# Vriesea limae
Vriesea limae là một loài thuộc chi Vriesea. Đây là loài đặc hữu của Brasil.